# Yuliya Solntseva
Yuliya Ippolitovna Peresvetova conocida como Yuliya Ippolitovna Solntseva o Yulia Solntseva (en ruso: Ю́лия Ипполи́товна Со́лнцева; Moscú, 7 de agosto de 1901 – Moscú, 28 de octubre de 1989) fue una directora de cine y actriz soviética. Como actriz protagonizó la película muda clásica de ciencia ficción Aelita (1924). Fue la primera mujer que ganó el Premio del Festival de Cannes al mejor director en el siglo XX,  en 1960, y la primera mujer en ganar un premio de dirección en cualquiera de los principales festivales de cine europeos, por la película La epopeya de los años de fuego (Povest plamennykh let) (1961) un drama de guerra sobre la resistencia soviética a la ocupación nazi en 1941. En los años 80 recibió la distinción de Artista del Pueblo de la URSS de artes escénicas. Eclipsada durante años por su esposo, el cineasta ucraniano Alexander Dovzhenko, en 2017 con una retrospectiva sobre su trabajo en Nueva York se sitúa a la directora en la vanguardia del cine soviético.

## Biografía
Nació en 1901 en Moscú. Hija de Ippolit Peresvetov y Valentina Timokhina, su madre trabajaba como cajera en Muir and Maryliz Trading House (ahora TsUM). Yuliya y su hermano quedaron huérfanos y fueron acogidos por sus abuelos.
Su abuelo fue trasladado a San Petersburgo donde se interesó por el teatro y actuó con un grupo de aficionados.
Se matriculó en la Facultad de Historia y Filología de la Universidad de Moscú, pero abandonó sus estudios y empezó a realizar cursos de actuación en el Instituto Estatal de Drama Musical (actual GITIS).
Después de graduarse en 1922, recibió una invitación para actuar en el Teatro Kamerny de Moscú bajo la dirección de Alexander Tairov, donde comenzó su carrera, pero pronto dejó el teatro para trabajar en el cine.
Empezó como actriz en el cine mudo y trabajó en ocho películas, algunas de ellas dirigidas por Yakov Protazanov. Entre ellas, en 1924, protagonizó dos películas: interpretó a Aelita, la reina de Marte en la película del mismo nombre, la primera película soviética que combinó la ciencia ficción y la exaltación de la nueva sociedad en construcción y a Zina Vesenina en la comedia La chica de los cigarrillos de Mosselprom de Yuri Zhelyabuzhsky. “En Aelita, de Yakov Protazanov, el debutante de Solntsev de la compañía del Teatro Tairov Kamerny destrozó la geometría futurista de Marte con una respiración irregular hacia un ingeniero extraviado de la Tierra”.
Pero decidió cambiar de vida cuando en 1928 conoció en Odesa al director de cine Alexander Dovzhenko (1894–1956), considerado uno de los pioneros del cine soviético, con el que se casó un año después.  Desde 1929, trabajó como asistenta de dirección en los estudios de la Administración Fotocinematográfica Panucraniana, la fábrica de cine de Moscú Soyuzkino (más tarde Mosfilm) y en la fábrica de cine de Kiev (más tarde el estudio de cine de Kiev).
Colaboró como asistente de dirección de Dovzhenko, en Ivan (1932). Su carrera como directora se inició en 1939, primero dirigiendo películas con Dovzhenko y posteriormente, después de su muerte en 1956, sola. Algunas de las películas se basaron en guiones de proyectos no realizados de Dovzhenko. Años más tarde a ella le tocó determinar el proceso de edición, montaje y postproducción de Michurin (1949) –biopic del botánico y agrónomo soviético Iván Michurin–, la última película de su marido, que recibió el Premio Stalin.
En julio de 1941 ambos fueron evacuados a Ufa y luego a Asjabad, donde se trasladaron los mayores estudios de cine, unidos en el Central Newsreel Studio.
Dirigió su primer largometraje de ficción titulado Yegor Bulychov y los otros (1953) basado en una novela de Máximo Gorki.
En 1958 dirigió El Poema del Mar, una película en la que Dovzhenko trabajó durante varios años hasta su muerte. Escribió el guion, había elegido los actores pero no pudo iniciar el rodaje ya que murió de un ataque al corazón poco antes de iniciar el rodaje. Yuliya asumió la dirección. Se trata de una película poética y filosófica sobre la construcción de la central hidroeléctrica de Kakhovskaya y el cierre del río Dnieper, y sobre cómo cambia la vida cotidiana de quienes viven en la región, viendo como desaparecen bajo el agua su casa natal y los lugares en los que vivieron.  Solntseva pasó así a producir y a dirigir tres películas centradas en el nacionalismo ucraniano con una mezcla de ilusión y realidad. La trilogía fue homenajeada por el Museo de la Imagen en Movimiento con el título "Trilogía ucraniana de Yuliya Solntseva" y se proyectó del 26 al 27 de agosto de 2017.
Entre 1939 y 1979 dirigió 14 películas. 

### Un trabajo eclipsado por Dovzhenko
El trabajo de Solntseva como directora fue durante años eclipsado por el de su marido Aleksandr Dovzhenko con quien trabajó como asistente de dirección.Tras su muerte ella dirigió varias películas que él había guionizado y preparado, entre ellas El Poema del Mar, La epopeya de los años de fuego un himno a la victoria de los ejércitos rusos sobre el nazismo película con la que ganó el premio a la mejor dirección del Festival de Cannes de 1961 y Desna una película escrita a modo de autobiografía de Dovjenko.
Dado que el material que rodó había sido escrito por su marido, la creatividad de Yulia había sido pasada por alto e inicialmente se consideró que su papel en la producción de la trilogía ucraniana era simplemente llevar la película a la pantalla. Tras una mayor investigación, en la actualidad se señala que Solntseva incorporó su propio estilo artístico a través de su propio diseño de sonido e imágenes experimentales. Pudo discutir las convenciones del realismo socialista mediante la incorporación de énfasis melodramático, como una forma de llevar estas convenciones a mundos surrealistas a lo largo de la película.
Con su película La epopeya de los años de fuego (Povest plamennykh let) ganó el premio al mejor director del festival de Cannes de 1961, siendo la primera mujer ganadora en la historia de este certamen. También fue miembro del jurado en el Festival de Cine de Cannes de 1975. Fue nombrada Artista del Pueblo de la URSS cuando cumplió 80 años.
En 1975 en una crónica sobre la directora realizada con motivo de ser miembro del jurado en Cannes, señala Le Monde:
"Lo más sorprendente es ver en una película de mujeres estas escenas de batalla de escala inigualable, con un despliegue de efectos técnicos que sólo los soviéticos pueden permitirse. Desde entonces, utiliza exclusivamente el "Poema del mar", formato que da una fuerza aún más sugerente a sus escenas de multitudes o a los paisajes de Ucrania. Julia Solntseva es rusa, pero dedica todos sus esfuerzos a perpetuar la memoria de su marido: no sólo rueda sus películas en Ucrania, su país natal, sino que consiguió hacer hacer negativos nuevos de todas las películas de Dovjenko. Durante un viaje a América, se dio cuenta de que allí siempre se proyectaban películas mudas con acompañamiento musical y que a menudo tenían sólo una conexión distante con el tema. Por lo tanto, hizo escribir partituras originales para las películas mudas, que encargó a Ouvchinikov, el compositor de “Guerra y paz”.

## Muerte
Murió el 28 de octubre de 1989 en Moscú. Fue enterrada en el Novodevichy Cemetery (plot n.º 3) cerca de la tumba de su marido.

## Filmografía

### Como actriz
- Aelita (1924)
- Papirosnitsa ot Mosselproma (1924)
- Glaza, kotorye videli (1928) Rosas
- La tierra (1930)

### Como directora
- Shchors (1939)
- Bukovina, zemlya Ukrainskaya (Habitantes de Bucovina, 1939, corto documental)
- Osvobozhdeniye (1940, documental)
- Bitva za nashu Sovetskuyu Ukrainu (1943, documental) [Ukraine in Flames]
- Pobeda na Pravoberezhnoi Ukraine i izgnaniye nemetsikh zakhvatchikov za predeli Ukrainskikh sovietskikh zemel (1945, documental)
- Yegor Bulychov and Others (Yegor Bulychyov i drugiye, 1953)
- Revizory ponevole (1955)
- Poem of the Sea (Poema o more, 1958)
- La epopeya de los años de fuego (Povest plamennykh let, 1961)
- El Desna encantado (Zacharovannaya Desna, 1964)
- Lo que no se olvida (Nezabyvayemoye, 1967, documental)
- Zolotye vorota (1969)
- Takiye vysokiye gory (1974)
- Mir v tryokh izmereniyakh (1979)

## Premios y distinciones
Festival Internacional de Cine de Cannes
| Año  | Categoría       | Película                        | Resultado |
| ---- | --------------- | ------------------------------- | --------- |
| 1961 | Mejor Dirección | La epopeya de los años de fuego | Ganador   |

- Premio Stalin, 2.ª clase (1949) - por la película Michurin (1948)
- Vsesoyuznyy kinofestival (1959) - Un diploma honorario especial por la película "Poema del mar"
- Festival internacional de cine de Londres (1962) - Diploma honorífico por la película "Poema del mar"
- Festival internacional de cine de San Sebastián (1965) - Diploma especial del jurado "por los méritos técnicos y artísticos" de la película El Desna encantado.
- Artista del pueblo de la República (1964)
- Artista del pueblo de la URSS (1981)
- Orden de Lenin